# Autocar

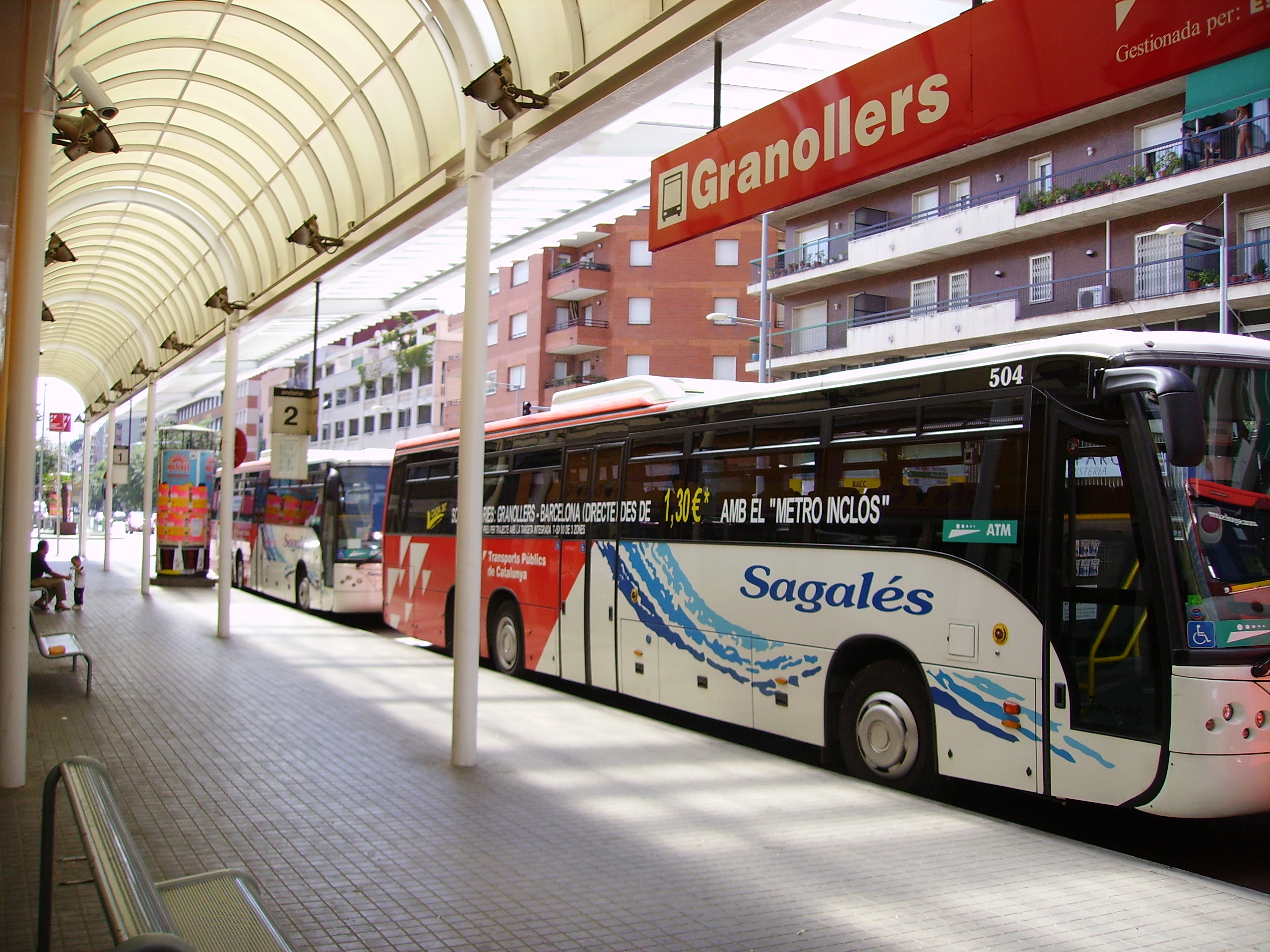
Autocares en la estación de autobuses de Granollers, realizando servicios de líneas interurbanas de Cataluña.

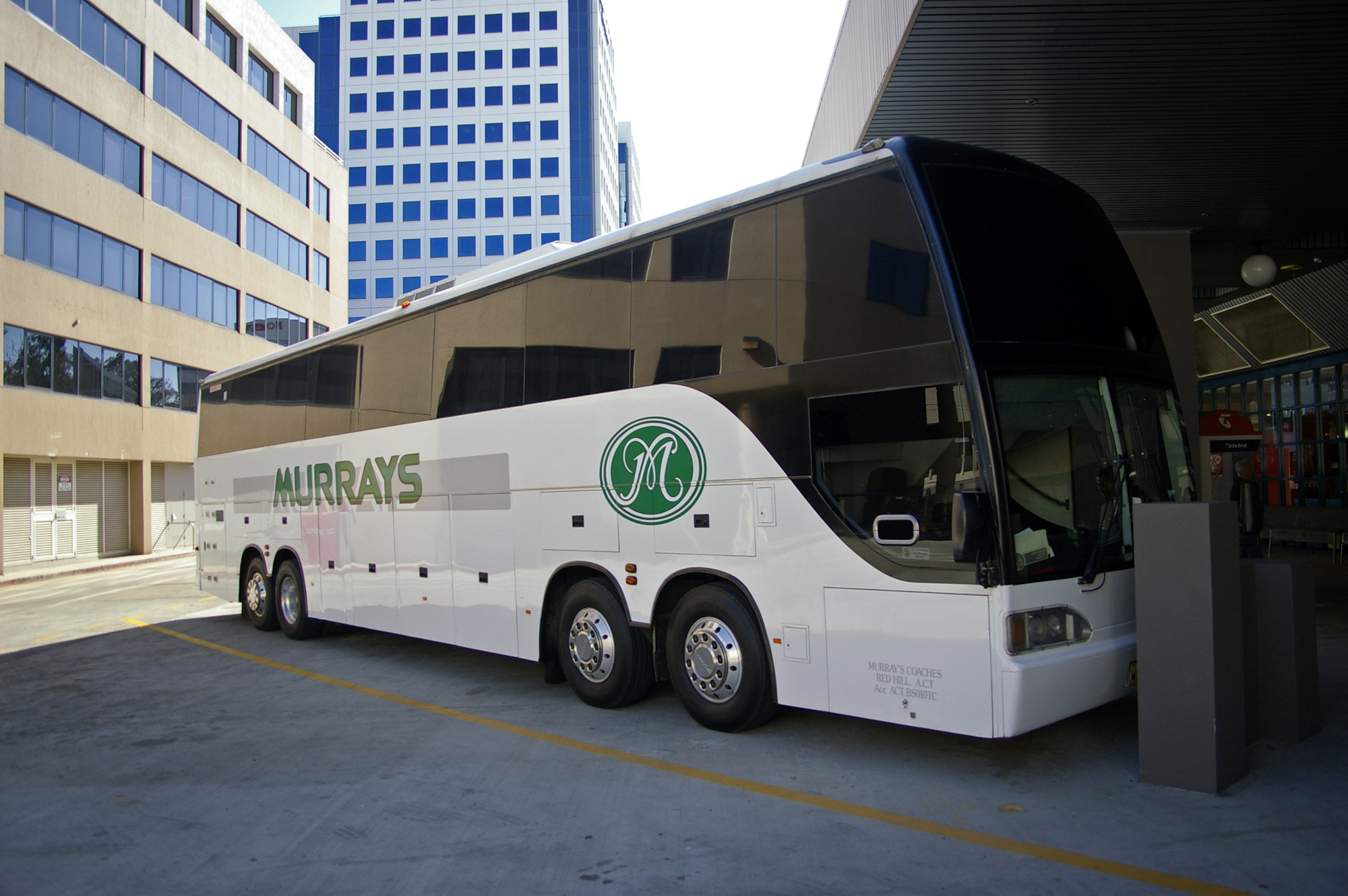
Scania AB de cuatro ejes carrozado por Austral Pacific.

El autocar, también conocido como micro, pullman o bus nevera, es un vehículo de motor grande tipo ómnibus, utilizado principalmente para el transporte de pasajeros de largas distancias, por lo general entre las ciudades, estados o países, cortos, o incluso para el transporte de los estudiantes o empleados de empresas. Las características principales son: la presencia de elementos de seguridad tales como cinturones de seguridad, comodidad, aire acondicionado, butacas reclinables tapizadas, servicios de baño y compartimento de equipaje.
La diferencia esencial entre un autocar y un autobús reside en la disposición interna de las plazas de los pasajeros: puesto que los autocares están destinados a recorrer mayores distancias y a alcanzar mayores velocidades, todas las plazas de un autocar son asientos dotados de cinturón de seguridad (y, en general, las compañías de transporte por carretera prohíben a sus pasajeros que abandonen sus asientos mientras el autocar está en movimiento). Los autobuses, en cambio, son vehículos de transporte público que reparten su aforo entre plazas sentadas (en general sin cinturón de seguridad en un autobús) y plazas de pie dotadas de asideros que cuelgan del techo del autobús o de barras verticales de acero a las que los pasajeros pueden asirse para no caer durante el transporte.

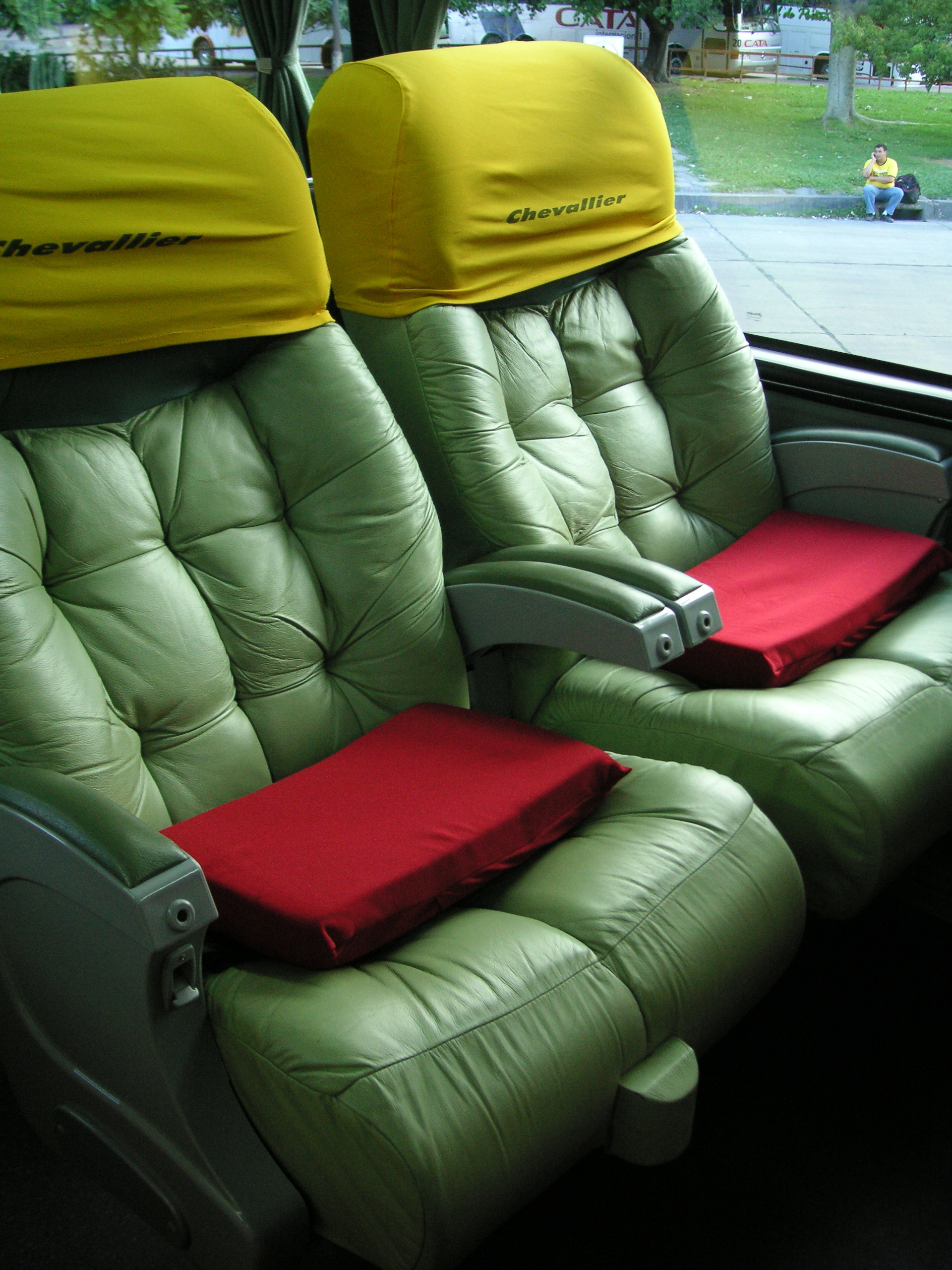
Butacas reclinables en carrocería Metalsur Starbus DP sobre chasis Mercedes-Benz O 500.

## Fabricantes
Es bastante común para un fabricante construir y suministrar un chasis y otro para construir entonces las «carrocerías» (el compartimento de pasajeros) en ese chasis.
Los principales fabricantes incluyen entre otros a:
- Busscar
- CAIO - Induscar
- Dina
- Irizar
- Italbus
- Iveco Bus
- King Long
- MAN SE
- Marcopolo
- Mercedes-Benz
- Metalpar
- Neoplan
- Scania
- Setra
- Volvo Buses
- Yutong

## Púlmanes clásicos

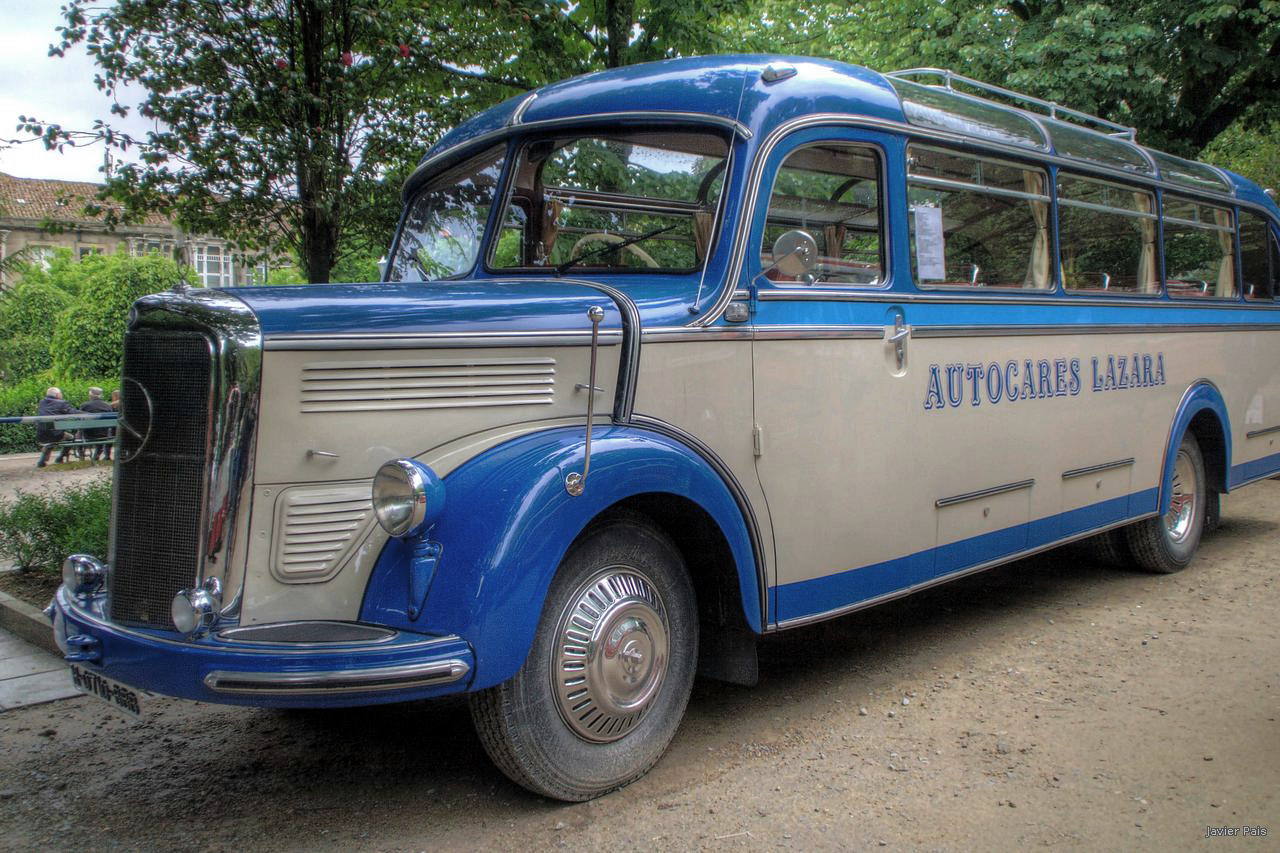
Mercedes-Benz O 3500 (1949–1955)
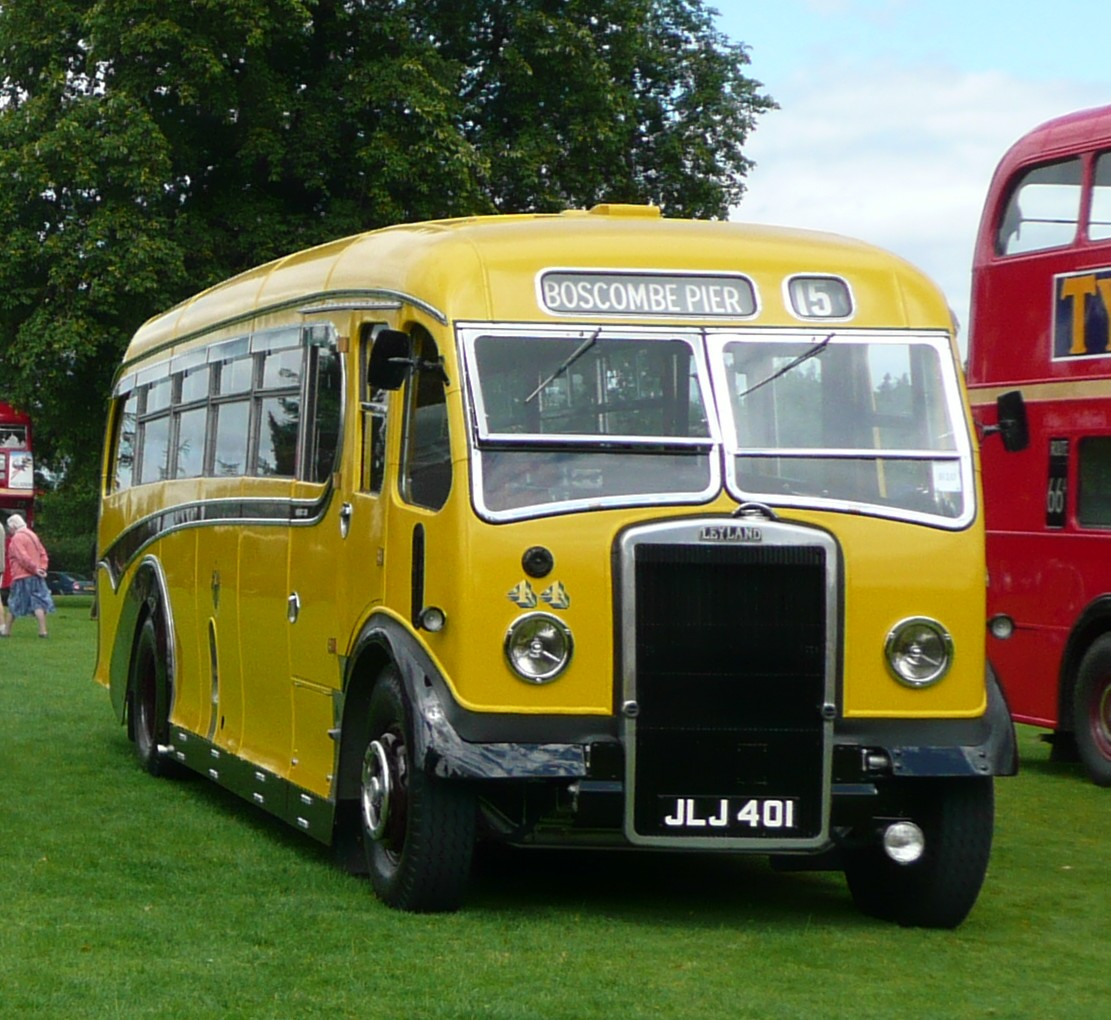
Leyland Tiger PS2 construido en Burlingham, Norfolk–1949.
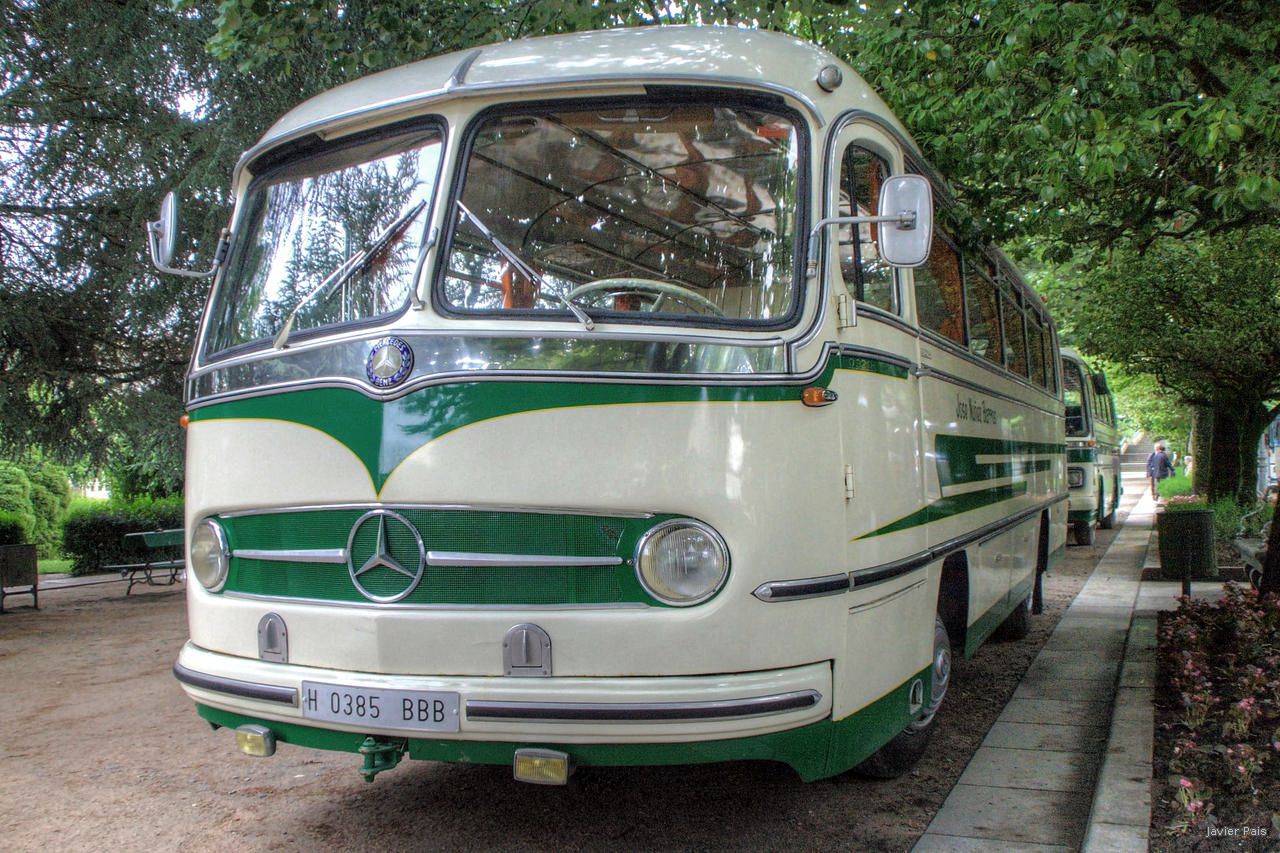
El Mercedes-Benz O 321 touring coach estrenó en diciembre de 1954.
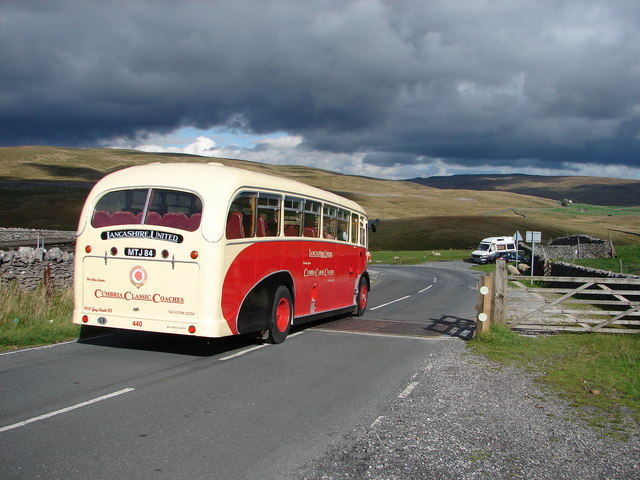
Este Pullman Guy Arab de 1951 ofrece actualmente un servicio semanal entre Hawes y Ribblehead en Yorkshire del Norte.